# Christian de Duve
Christian René, burgrave de Duve (2.10.1917 - 4.5.2013) là một nhà tế bào học và nhà hóa sinh người Bỉ, đoạt Giải Nobel Sinh lý và Y khoa năm 1974. Ông đã phát hiện và nghiên cứu hai bào quan của tế bào: peroxisome (thể peroxi) và lysosome (tiêu thể), 2 nghiên cứu này giúp ông đạt giải Nobel năm 1974. Ngoài ra ông còn phát hiện và nghiên cứu các hiện tượng: tự thực bào, nhập bào, xuất bào - những hoạt động tối quan trọng của tế nào

## Cuộc đời và sự nghiệp

### Niên thiếu
De Duve là con của Alphonse de Duve (1883-1961) và Madeleine Pungs (1884-1977) ở Antwerpen, Bỉ. Ông sinh tại Thames Ditton, Surrey, Vương quốc Anh, khi gia đình này chạy sang Anh trong thời Thế chiến thứ nhất. Gia đình ông trở lại Bỉ năm 1920. De Duve học ở trường Onze-Lieve-Vrouwe college ở Antwerp của dòng Tên, rồi vào học ở Đại học Công giáo Louvain, ông muốn nghiên cứu kỹ về hoạt động nội tiết nên đã gia nhập phòng thí nghiệm của Tiến sĩ Joseph P. Bouckaert.
Năm 1940, khi đang học năm cuối tại trường Y, Đức xâm lược Bỉ. Ông đi nghĩa vụ cho quân đội Bỉ và phục vụ ở chiến trường miền Nam nước Pháp với vai trò là sĩ quan quân y. Ở đây, ông bị quân Đức bắt và coi là "tù nhân chiến tranh". May mắn thay, nhờ thông thạo tiếng Đức, ông lừa kẻ bắt giam và trốn về Bỉ (sau này, ông miêu tả cuộc chạy trốn "buồn cười hơn là anh dũng"). Ông ngay lập tức bắt tay vào học Y tiếp và có bằng Tiến sĩ Y khoa năm 1941 ở Leuven.
Sau khi tốt nghiệp, nghiên cứu chính của Duve về insulin và vai trò của nó trong quá trình chuyển hóa glucose. Ông đã tiên phong phát hiện rằng một chế phẩm insulin trên thị trường đã bị nhiễm bởi một hormon tụy khác, glucagon đối kháng. Tuy nhiên, các nguồn cung cấp phòng thí nghiệm tại Leuven đang thiếu, nên ông đã tham gia một chương trình để đạt được bằng trong hóa học tại Viện Ung thư. Nghiên cứu insulin của ông được tổng kết trong một cuốn sách có tiêu đề Glucose, Insuline và Diabète (Glucose, Insulin and Diabetes) xuất bản năm 1945, đồng thời ở Brussels và Paris. Cuốn sách đã giúp ông có bằng Ph.D - học vị cao nhất. Sau đó, ông lấy bằng ThS về hóa học vào năm 1946, và làm công việc tinh chế penicillin. Để nâng cao kỹ năng hóa sinh của mình, ông đã được huấn luyện trong phòng thí nghiệm của Hugo Theorell (người sau này đoạt giải Nobel Sinh lý học và Y học năm 1955) tại Viện Y học Nobel ở Stockholm trong 18 tháng trong suốt những năm 1946-1947. Năm 1947, ông nhận được hỗ trợ tài chính từ quỹ Rockefeller và làm việc 6 tháng với Carl và Gerti Cori tại Đại học Washington ở St. Louis (chồng và vợ là những người đoạt giải Nobel Sinh lý học và Y học năm 1947).

## Nghiên cứu

### Về glucogon
Glucagon đã được C. P. Kimball và John R. Murlin phát hiện từ những năm 1923 và được gọi là "chất tăng đường huyết" ở dọc theo các chiết xuất tụy. Tầm quan trọng sinh học thực sự của hoocmon không được biết đến và thậm chí còn không đặt tên cho nó. Vào thời điểm Duve gia nhập phòng thí nghiệm Bouckaert tại trường đại học Leuven để nghiên cứu về insulin,  "chất tăng đường huyết" vẫn là một bí ẩn. Insulin là thuốc hóc-môn thương mại đầu tiên do Eli Lilly và Công ty sản xuất từ năm 1921, nhưng trong quá trình sản xuất đã bị tạp chất làm gây ra tăng đường huyết nhẹ, trong khi đáng nhẽ đường huyết phải giảm.
Tháng 5 năm 1944, de Duve nhận ra rằng tạp chất insulin có thể được loại bỏ bằng cách kết tinh. Ông đã chứng minh rằng insulin sản xuất của ELi Lilly đã bị nhiễm bởi tạp chất, trong khi đó của hãng Novo Đan Mạch thì không. Insulin của Eli Lilly gây tăng đường huyết khi mới tiêm vào chuột, nhưng insulin Novo thì không. Các thí nghiệm của ông đã được xuất bản vào năm 1947,  sau đó Eli Lilly đã cải tiến phương pháp sản xuất để thu insulin tinh khiết.
Lúc đó ông đã gia nhập phòng thí nghiệm Carl và Gerti Cori tại Đại học Washington ở St. Louis, nơi ông làm việc với một nhà nghiên cứu đồng nghiệp Earl Wilbur Sutherland, Jr. (người sau này đã giành giải Nobel Sinh lý học hoặc Y học năm 1971). Sutherland đã nghiên cứu chất tạp nhiễm insulin và đã đặt tên cho nó là "yếu tố tăng đường huyết" -glycogenolytic (HG). Ông và Duve ngay lập tức phát hiện ra rằng dù HG được tổng hợp bởi tuyến tụy nhưng đáng ngạc nhiên là niêm mạc dạ dày và một số bộ phận khác của đường tiêu hóa cũng tổng hợp được. Họ tiếp tục phát hiện ra rằng hoóc-môn này được tạo ra từ các đảo tụy bởi các tế bào khác với các tế bào beta sản xuất insulin, có lẽ là các tế bào alpha. De Duve  đã nhận ra rằng yếu tố HG của Sutherland là glucagon, và hoocmon  từ nay đã có tên, mà ông đã giới thiệu "lại" vào năm 1951. Họ cho thấy glucagon là hóc- môn chính ảnh hưởng đến sự phân hủy glycogen (glycogenolysis) trong gan, khiến đường giải phóng vào máu. Giả thuyết ban đầu của Duve rằng glucagon được tạo ra bởi các tế bào alpha trong tuyến tụy đã được chứng minh là đúng khi hủy chọn lọc tế bào alpha bằng cobalt làm cho ngừng sản xuất glucagon ở chuột lang. Glucagon đã được cô lập dưới dạng hoocmon tinh chế từ chim vào năm 1953
De Duve là người đầu tiên đưa ra giả thuyết rằng sản xuất insulin để giảm lượng đường trong máu, kích thích sự hấp thu glucose trong gan, và có sự tiết insulin và glucagon cân bằng để duy trì mức đường trong máu bình thường. Ý tưởng của ông đã bị chế nhạo vào thời điểm đó. Nhưng khám phá lại glucagon đã khẳng định ý tưởng của ông. Năm 1953 ông thí nghiệm chứng minh rằng glucagon đã ảnh hưởng đến sản xuất và do đó là cả hấp thu glucose.

### Nghiên cứu tế bào
Ông chuyên nghiên cứu hóa sinh phân bào và sinh học tế bào. Ông đã phát hiện ra thể peroxi, tiêu thể, các bào quan tế bào.

#### Tìm ra lysosome
de Duve tiếp tục nghiên cứu về cơ chế hoạt động insulin trong tế bào gan. Ông và nhóm của ông tập trung vào enzyme glucose 6-phosphatase, enzyme chính trong quá trình phân giải đường (glycolysis) và tế bào đích của insulin. Họ phát hiện ra rằng nó là enzym chính trong việc điều chỉnh lượng đường trong máu. Tuy nhiên, họ không thể tinh sạch và cô lập các enzyme từ các chiết xuất tế bào ngay cả sau khi thử nghiệm lặp đi lặp lại.
Do đó, họ đã thử một quy trình phân loại tế bào cầu kì hơn, nhờ đó họ có thể tìm ra hoạt tính của enzyme. Đây là thời khác của khám phá. Để ước tính hoạt động của enzyme chính xác, chúng sử dụng một enzyme acid phosphatase tiêu chuẩn, và thấy rằng hoạt tính này khá thấp (chỉ 10% giá trị dự kiến). Một ngày, đo được hoạt tính của các phân đoạn tế bào đã được làm sạch đã được làm lạnh trong 5 ngày. Họ ngạc nhiên rằng hoạt động của enzyme đã tăng trở lại với mẫu tươi. Họ nhận được những kết quả tương tự cho dù họ lặp lại ước tính bao nhiêu lần. Điều này đã dẫn đến một giả thuyết rằng một màng ngăn cản sự tiếp cận của enzyme với cơ chất của nó, nên enzyme chỉ có thể khuếch tán sau vài ngày. Họ mô tả rào cản màng như là một "cấu trúc túi bao quanh bởi một màng và có chứa axit phosphatase". Rõ ràng là enzyme từ các phân đoạn tế bào chắc chắn được đựng trong một cấu trúc màng, chắc chắn là một bào quan, và năm 1955 de Duve đặt tên cho chúng là "lysosomes". Cùng năm đó, Alex B. Novikoff từ Đại học Vermont đã thăm phòng thí nghiệm của Duve và đã thành công trong việc tạo ra bằng chứng xác đáng đầu tiên của cơ quan bằng cách sử dụng kính hiển vi điện tử. Sử dụng một phương pháp nhuộm cho phosphatase axit, de Duve và Novikoff tiếp tục khẳng định vị trí của các enzyme thủy phân (acid hydrolases) của lysosome.

#### Tìm ra peroxisome
Sau khi xác định lysosome, đội của Duve đã gặp rắc rối do sự tồn tại của một enzyme urê oxidase khác trong tế bào gan của chuột. Ông tin rằng nó không thuộc về lysosome bởi vì nó không phải là một enzim thủy phân trong môi trường acid, điển hình của enzyme lysosome, nhưng vẫn có phân bố tương tự như acid phosphatase. Năm 1960, ông phát hiện thêm rằng các enzyme khác như catalase và oxidase D-amino acid cũng được phân bố tương tự trong phân đoạn tế bào, và chúng được cho là các enzym ty thể. de Duve phát hiện ra rằng ba enzyme này có cùng tính chất hóa học và tương tự như các peroxide khác - tạo ra oxidaza. Ông gợi ý rằng các enzyme này thuộc cùng một cơ quan tế bào, nhưng khác với các bào quan đã biết trước đây. Nhưng phải mất vài năm trước khi ông công khai giả thuyết của mình, vì những bằng chứng mạnh mẽ vẫn còn thiếu. Năm 1955, nhóm nghiên cứu của ông đã chứng minh các phân đoạn tế bào tương tự có cùng tính chất sinh hóa từ Tetrahymena pyriformis - một con nguyên sinh vật có lông, từ đó cho thấy các hạt này là các bào quan mới không liên quan đến ty thể. Ông đã trình bày phát hiện của mình tại một cuộc họp của Hiệp hội Sinh học Tế bào Hoa Kỳ năm 1955 và được chính thức công bố năm 1966, trong đó ông tạo ra tên peroxisome cho các cơ quan khi họ tham gia vào các phản ứng peroxidase (phân giải peroxide hydro). Vào năm 1968, ông đã đạt được bước tiến dài đầu tiên về peroxisome, xác nhận rằng oxidase l-α hydroxyacid, oxidaza d-amino acid và catalase là tất cả các enzyme độc nhất của peroxisome. de Duve và nhóm nghiên cứu của ông đã chỉ ra rằng peroxisome đóng vai trò trao đổi chất quan trọng, bao gồm oxy hóa β của axit béo chuỗi dài bởi một con đường khác với các ty thể, và rằng chúng là thành viên của một họ lớn có liên quan đến tiến hoá có trong các tế bào đa dạng bao gồm thực vật và động vật đơn bào, nơi chúng thực hiện các chức năng riêng biệt và được đặt tên cụ thể, ví dụ như glyoxysomes và glycosome